# Каркошув
Каркошув (пол. Karkoszów) — село в Польщі, у гміні Кшешиці Суленцинського повіту Любуського воєводства.
Населення — 113 осіб (2011).
У 1975-1998 роках село належало до Гожовського воєводства.

## Демографія
Демографічна структура станом на 31 березня 2011 року:
|          | Загалом | Допрацездатний вік | Працездатний вік | Постпрацездатний вік |
| -------- | ------- | ------------------ | ---------------- | -------------------- |
| Чоловіки | 61      | 12                 | 43               | 6                    |
| Жінки    | 52      | 18                 | 28               | 6                    |
| Разом    | 113     | 30                 | 71               | 12                   |